# Kup Maršala Tita 1955
La Kup Maršala Tita 1955 fu la 9ª edizione della Coppa di Jugoslavia. 1507 squadre parteciparono alle qualificazioni (estate 1955), 16 furono quelle che raggiunsero la coppa vera e propria, che si disputò dal 1º settembre al 29 novembre 1955.
Il detentore era il Partizan, che in questa edizione uscì ai sedicesimi di finale.
Il trofeo fu vinto dal BSK Belgrado, che sconfisse in finale il Hajduk Spalato. Per i belgradesi fu il secondo (terzo in totale, contando anche la Kup Sedmorice 1934) titolo in questa competizione.
La Stella Rossa, vincitrice del campionato, uscì in semifinale.

## Qualificazioni
```
Queste alcune delle partite della coppa di 
Voivodina
:
[
4
]

Železničar Zrenjanin - Proleter Zrenjanin 0-5
Proleter Zrenjanin - Borac Zrenjanin      2-1
Proleter Zrenjanin - Bilećanin Sečanj    13-0
Proleter Zrenjanin - Vojvodina Bašaid    16-1
Proleter Zrenjanin - ŽAK Kikinda          2-1
Proleter Zrenjanin - Trgovački Bečej      3-1
```

### Sedicesimi di finale
La partita fra Dinamo e Proleter è stata giocata su due giorni: a causa della forte pioggia, la gara è stata interrotta e ripresa il giorno successivo. Un terribile uragano ha travolto Zagabria, provocando quattro fulmini che hanno trasformato il terreno dello stadio Maksimir in un'enorme pozzanghera.
| Squadra 1               | Risultato | Squadra 2               |                                                                         |
| ----------------------- | --------- | ----------------------- | ----------------------------------------------------------------------- |
| (1) Hajduk Spalato      | 6 – 3     | Lokomotiva Zagabria (2) | hajduk.hr                                                               |
| (1) Dinamo Zagabria     | 4 – 0     | Proleter Osijek (1)     | gnkdinamo.hr Archiviato il 24 settembre 2021 in Internet Archive.       |
| (3) Novi Sad            | 1 – 0     | Partizan (1)            | partizanopedia.rs                                                       |
| (2) Radnički Kragujevac | 1 – 9     | Stella Rossa (1)        | redstarbelgrade.rs Archiviato il 24 settembre 2021 in Internet Archive. |
| (2) Proleter Zrenjanin  | 1 – 2     | Spartak Subotica (1)    | fsgzrenjanin.com                                                        |

## Squadre qualificate

### Calendario
Le gare degli ottavi di finale si sono svolte spalmate in più giorni durante il mese di settembre.
| Turno            | Gare       | Date             | Numero gare | Riduzione squadre |
| ---------------- | ---------- | ---------------- | ----------- | ----------------- |
| Ottavi di finale | Gara unica | settembre 1955   | 8           | 16 → 8            |
| Quarti di finale | Gara unica | 2 ottobre 1955   | 4           | 8 → 4             |
| Semifinali       | Gara unica | 6 novembre 1955  | 2           | 4 → 2             |
| Finale           | Gara unica | 29 novembre 1955 | 1           | 2 → 1             |

## Ottavi di finale
La gara fra Napredak e Dinamo non è stata disputata poiché i padroni di casa non si sono presentati. Il giudice sportivo ha dato la vittoria 3-0 a favore degli ospiti.
| Squadra 1             | Risultato   | Squadra 2             |
| --------------------- | ----------- | --------------------- |
| settembre 1955        |             |                       |
| (1) BSK Belgrado      | 4 – 0       | Vardar (2)            |
| (1) Hajduk Spalato    | 4 – 2 (dts) | Budućnost (1)         |
| (2) Metalac Zagabria  | 1 – 2       | Radnički Belgrado (1) |
| (3) Napredak Kruševac | 0 – 3       | Dinamo Zagabria (1)   |
| (1) Sarajevo          | 2 – 4 (dts) | Stella Rossa (1)      |
| (1) Spartak Subotica  | 7 – 1       | Odred (2)             |
| (1) Vojvodina         | 5 – 0       | Novi Sad (3)          |
| (1) NK Zagabria       | 2 – 0       | Velež Mostar (1)      |

## Quarti di finale
| Squadra 1            | Risultato   | Squadra 2             |
| -------------------- | ----------- | --------------------- |
| 2 ottobre 1955       |             |                       |
| (1) BSK Belgrado     | 2 – 1       | Radnički Belgrado (1) |
| (1) Stella Rossa     | 4 – 1 (dts) | Dinamo Zagabria (1)   |
| (1) Spartak Subotica | 2 – 0       | Vojvodina (1)         |
| (1) NK Zagabria      | 0 – 3       | Hajduk Spalato (1)    |

## Semifinali
| Squadra 1          | Risultato | Squadra 2            |
| ------------------ | --------- | -------------------- |
| 6 novembre 1955    |           |                      |
| (1) BSK Belgrado   | 4 – 0     | Stella Rossa (1)     |
| (1) Hajduk Spalato | 2 – 0     | Spartak Subotica (1) |

## Finale
| Arbitro: | T. Ivanovski (Skopje) |

|                       |           |  |
| Marković 3’ Antić 15’ | Marcatori |  |

| B.S.K.:            |  |                      |  |
|                    |  |                      |  |
| P                  |  | Dušan Cvetković      |  |
|                    |  | Zdravko Juričko      |  |
|                    |  | Dimitrije Stojanović |  |
|                    |  | Vasilije Šijaković   |  |
|                    |  | Milan Kranjčić       |  |
|                    |  | Petar Đorđević       |  |
|                    |  | Živko Josić          |  |
|                    |  | Sava Antić           |  |
|                    |  | Predrag Marković     |  |
|                    |  | Tihomir Jelisavčić   |  |
|                    |  | Vladimir Schönauer   |  |
| Allenatore:        |  |                      |  |
| Blagoje Marjanović |  |                      |  |

| HAJDUK:      |  |                   |  |
|              |  |                   |  |
| P            |  | Ante Vulić        |  |
| D            |  | Ljubomir Kokeza   |  |
| D            |  | Davor Grčić       |  |
| D            |  | Miroslav Brkljača |  |
| D            |  | Nikola Radović    |  |
| C            |  | Slavko Luštica    |  |
| C            |  | Ante Žanetić      |  |
| C            |  | Žarko Maksan      |  |
| A            |  | Bernard Vukas     |  |
| A            |  | Sulejman Rebac    |  |
| A            |  | Joško Vidošević   |  |
| Allenatore:  |  |                   |  |
| Ljubo Benčić |  |                   |  |